# District de Khánh Sơn
Khánh Sơn est un district rural de la province de Quảng Nam, dans la région de la Côte centrale du Sud du Viêt Nam.

## Géographie
Le district a une superficie de 337 km2.
Le chef-lieu du district est Tô Hạp. 